# 南宁号护卫舰
南宁号护卫舰，原名満珠，为日本海军択捉型海防艦。五六十年代是中国人民解放军海军南海舰队的指挥舰。

## 历史
1943年11月30日三井造船玉野造船所竣工入役。返回吴镇守府。1944年8月20日，编入轻巡洋舰五十铃旗下新组建的第31战队。1944年10月20日，编入新组建的第21海防队。1945年1月31日在金兰湾(11°51'N，109°12'E)被美军潜艇SS264发射鱼雷击伤舰艏，中破，造成6死2伤。2月5日入港应急修理。3月8日至19日在新加坡入坞修理後，作为“南号作战”（从南洋运载石油强行返回日本本土）终止后的后续行动，与駆逐艦天津風号等護送88J船団、南洋所有可用的日本残余运输船北上回日本门司港，于3月27日在越南芽庄、3月30日在海南三亚榆林入港休整。护航对空战斗中乘员4名死亡，船团29艘运输船全灭。1945年4月2日抵达香港入港。和其它几艘在华南的运输船和护航舰重组为前往门司港的ホモ03船团。4月3日在港内遭远东美军B-24轟炸機100多架大机群轰炸，象山丸、平海丸、陽海丸被炸沉，该舰舰艏被2枚航弹直接命中，大破坐底，艦長神沢政徳中佐(大佐進級)以下54名死亡。1945年5月11日被浮起后在香港九龙第8野戦船舶修理所的船坞修理。1945年8月15日日本战败时，修理完成了90%。
二战战后，中国设立“军政部香港区特派员办公处”（后改为“驻港军事代表团”）接收日军残余物资。1946年5月27日，“满珠”号被“军政部海军处驻广州区专员办公处香港接收组”接收，编号为“海防巡舰七号”，简称为“海防七”，拖到黄埔造船所。英方记录为“拆解”。
1949年12月广州解放，国撤退时，扫雷舰“永修”号向无法撤走停靠在码头的的海防七号船开炮轰击。1952年江南造船所的专家技师来黄埔制定维修计划，设计师徐振骐。残段进坞测绘线型，再设计前半段的线型与之匹配，上层建筑、舱室、武备全部重新设计。原装的主机在修复时状态良好。1953年开始大修。1954年4月加入中南军区海军第一舰艇大队，命名为“南宁”号护卫舰，长期为南海舰队旗舰、头号主力舰。 
1957年8月至9月，南宁号担任指挥舰，率领南海舰队各舰种开展带有战术背景的大编队远航训练。
1959年1月，南越政权派军队占领了西沙甘泉岛和珊瑚岛，并在北岛、琛航岛驱逐岛上的中国渔民。1959年2月，中央指示海军组织舰艇巡航西沙，确保宣德群岛不失。1959年3月17日12时，由“南宁”号护卫舰和“泸州”号猎潜艇组成的人民海军第一支西沙巡逻编队，在榆林海军基地政委袁意奋和副司令员王发明率领下从榆林港启航，执行人民海军首次西沙巡航。3月25日，南海舰队组织第二次西沙巡逻，编队仍然由南宁号护卫舰和1艘猎潜艇组成，榆林海军基地政委袁意奋和快艇11支队副支队长武毅担任指挥员。4月3日，第三次巡逻编队出航，除了执行巡逻任务外，还运送了西南中沙工委、办事处的人员进驻永兴岛，这是西沙建政之始。1959年4月9日至12日，第4次西沙巡逻编队出航，编队为指挥舰“南宁”号护卫舰、123号猎潜艇，编队指挥员为湛江海军基地司令员高希曾，随行的有南海舰队司令员赵启民、南海舰队工程部部长刘墨卿、司令部航保处副处长赵有志等人。至1959年11月23日，南海舰队共组织了十六次巡逻西沙的行动，出动护卫舰9艘次，猎潜艇23艘次，运输船1艘次，保护了157艘渔船和2378人在西沙海区安全生产。
1963年11月，中国第一次派出大规模的体育代表团，乘坐光华轮前往雅加达参加第一届新兴力量运动会，贺龙元帅亲往观礼。南海舰队方面派出南宁号为首的护航编队袁意奋带队，南下航行至北纬14°21'。1963年10月29日，光华轮满载600名中、朝、越南体育健儿停靠印尼丹戎不碌港，参加新兴力量运动会。
1965年，印尼发生930事件，中国政府派出光华轮撤侨，南海舰队南宁舰等护航舰船在“光华轮”途经区域活动待命。
1974年，西沙海战爆发时，南宁号正在广州坞修，未能参战。1974年10月全海军调整舷号规则，该舰新舷号500，为护卫舰舷号第一位。1976年，“南宁”舰参与了八一电影制片厂西沙海战题材电影《南海风云》的拍摄，扮演南越海军的10号舰（“怒涛”号）。
1978年3月8日晚湛江港发生“广州”号160导弹驱逐舰爆炸事件。当时，广州舰停靠在“T”字形码头靠港外的左上侧，南宁舰停在“T”字形码头左内侧，隔着码头与广州舰并排。爆炸发生后，南宁舰即生火备航，接到撤离命令后不到3分钟就离开码头，以20节的速度撤离了现场。
1979年该舰退役。 后续的南宁号导弹驱逐舰（舷号162）于1979年3月服役。